# Kortvuxenhet
För andra betydelser, se dvärg.
Kortvuxenhet är det tillstånd i vilket en person, en växt eller ett djur befinner sig då individen är mycket mindre än sina släktingar. När det rör sig om däggdjur innefattar det vanligtvis småvuxenhet och även skiljaktigheter i kroppsproportioner. 
Ordet dvärg förknippas i vissa fall med fördomsfullhet. Föreningen för kortvuxna rekommenderar att fråga den som är kortvuxen om vad denne föredrar.
De flesta av hundratals olika möjliga orsaker till kortvuxenhet hos människor är genetiska, och de flesta innefattar enkla genvariationer som påverkar strukturen eller utvecklingen av ben-, brosk- eller bindevävnad. Denna typ av avvikelse kallas inom medicinen för skeletal dysplasi. Även kondrodystropi, kondrodysplasi och osteokondrodystropi används inom medicinsk litteratur med ungefär samma betydelse. I många av dessa fall är i huvudsak benstommen den påverkade kroppsdelen, och personen är frisk i övrigt. I andra fall påverkar de genetiska förändringarna andra delar av kroppen, vilket kan leda till ovanliga egenskaper eller svåra åkommor. 
Akondroplasi är en av de vanligaste och kanske mest lättigenkännliga skeletala dysplasierna. Den drabbar cirka 1 av 40 000 barn och båda könen i samma utsträckning då den grundar sig i en autosom gen.

## Svårigheter som möter personer med dessa egenskaper
- Sociala och yrkeslivsmässiga möjligheter kan vara begränsande, trots lagstiftning mot diskriminering. Självförtroende och familjerelationer påverkas ofta.
- Extrem korthet kan vara till hinder under vanliga dagliga aktiviteter, såsom till exempel bilkörning och köksarbete, då bilar och möbler är anpassade för normallånga människor.
- Många kan få problem med abnormala benstrukturer, exempelvis svankrygg eller skolios, dessutom kan sammandragning av ryggrad eller nervfästen orsaka smärta.
- Många av tillstånden orsakar störningar på andra organ som hjärna eller lever. Dessa problem kan vara mer handikappande än förminskad benstomme i sig.

## Diagnos
Nationalencyklopedin anger att gränsen för att en vuxen individ skall kallas kortvuxen är cirka 150 centimeter medan NIH anger 4 foot 10 inch (omkring 147 centimeter). Dessa siffror är dock problematiska, i och med att normallängden varierar kraftigt mellan olika folkslag.  Bland till exempel pygméer är 147–152 centimeter en helt normal längd.
Korthet är ofta det som gör att läkare uppsöks. Kortvuxenhet misstänker man på grund av uppenbara fysiska egenskaper, på grund av en uppenbart drabbad förälder, eller därför att kroppsmåtten (armlängd, förhållandet mellan över- och underarm) skvallrar om disproportionalitet. Benröntgen spelar ofta en viktig roll för att identifiera den specifika åkomman. De flesta barn som misstänks ha skeletal dysplasi hänvisas till genetisk verifiering. Genetisk diagnostisering har relativt nyligen blivit tillgänglig.

## Medicinsk behandling
För många former av kortvuxenhet är noggrann diagnostisering, prognos och rådgivning den bästa behandling som kan erbjudas.
Förlängningsbehandlingar finns, men har i dagsläget stora nackdelar. Behandling med tillväxthormon har visat sig höja tillväxthastigheten över 1–2 år, men har liten effekt på den vuxne individens slutliga längd. Det kräver dessutom många år av regelbundna injektioner med kostsamma preparat. Ilizarovs lemförlängningskirurgi har sitt ursprung i Ryssland på 1970-talet och praktiseras nu på många platser. Denna och motsvarande moderna kirurgimetoder kan förlänga varje enskilt ben (skelettsegment) i kroppen med cirka 15 centimeter (det finns två i varje lem), men det är en kostsam, smärtsam och tidskrävande behandling. Varje procedur tar runt 8–12 månader. I regel behandlar man två ben åt gången (motsvarande ben på var sida om kroppen), men patienten kan välja att behandla fler samtidigt, men får då utstå ytterligare besvär och smärta.
Ortopedisk eller neurokirurgiska operationer kan behövas för att behandla somliga problem som uppstår i samband med vissa av dessa fall.
Under det senaste decenniet har enzymbehandlingar använts för några av de nedärvda utvecklingssjukdomarna, i huvudsak de som medför mer allvarliga problem än enbart förminskad benstomme. 

## Dvärgväxt i djurvärlden
Individer som av ett eller annat skäl blir väsentligt mindre än sina artfränder förekommer i djurvärlden. Dessutom har man avlat fram många av de olika dvärgtyper av husdjur som finns och därvid använt djur som på grund av en genetisk mutation har blivit onormalt små.

## Kortvuxenhet och extrem korthet i populärkulturen och konsten

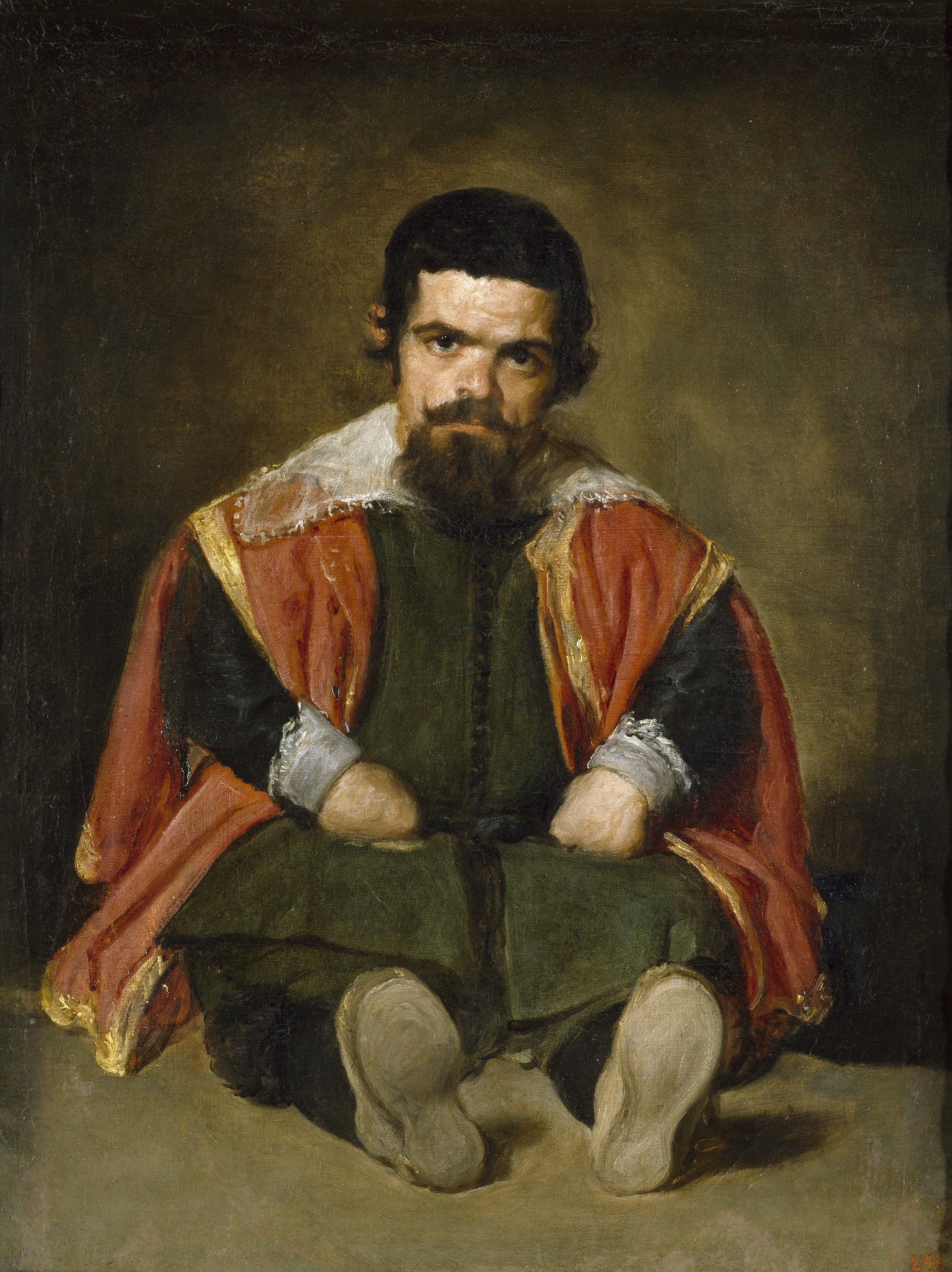
Dvärgen Don Sebastián de Morra, av Diego Velázquez. I sina porträtt av kortvuxna från det spanska hovet valde konstnären en mer allvarlig ton som framhävde deras mänskliga värdighet.

Kortvuxenhet är en sådan uppenbar avvikelse att företeelsen ger upphov till nyfikenhet, humor och fantasier hos många andra människor. Normallånga människor i de flesta kulturer har betalat för att få se kortvuxna eller för att ha dem omkring sig för att roa sig (till exempel dvärgkastning). Många gånger har detta varit den mest fördelaktiga anställning som varit tillgänglig för de drabbade, exempelvis gycklare under medeltiden i Europa.
När de beskrivs inom konst, litteratur eller film, beskrivs "dvärgar" sällan som "vanliga människor som bara är väldigt korta" utan ofta som en särskild art. Författare, Konstnärer och filmskapare ger ofta deras "utanförskap" eller "olikhet" en speciell moralisk eller estetisk betydelse. 
Konstnärliga återgivningar av kortvuxenhet finns på grekiska vaser och andra historiska föremål. Många europeiska målningar (särskilt spanska) från 1500- till 1800-talet föreställer kortvuxna.
Det har skrivits flera romaner med kortvuxenhet som ett huvudtema, men inte nödvändigtvis på ett realistiskt sätt: 
- Blecktrumman (Die Blechtrommel) av Günter Grass
- Som stenarna på flodens botten av Ursula Hegi
- Dvärgen av Pär Lagerkvist
- En bön för Owen Meany av John Irving
- Sagan om Ringen av J.R.R. Tolkien (Huvudpersonen, Frodo, är en hobbit, en mycket småvuxen, människoliknande art som närmast kan beskrivas som en dvärg med håriga fötter.)
- Den vidunderliga kärlekens historia av Carl-Johan Vallgren

Ett flertal 1900-talsfilmer har tagit upp ämnet eller använt sig av kortvuxna:
- Freaks (1932)
- Trollkarlen från Oz (1939)
- Mannen med den gyllene pistolen (1974)
- Blecktrumman (Die Blechtrommel) (1979)
- Time Bandits (1981)
- Willow (1988)
- Simon Birch (1998)
- The Station Agent (2003)

Även i TV-programmet Fångarna på fortet medverkar alltid två kortvuxna män.